# Lijst van nummer 1-albums in de Nederlandse Album Top 100 in 1978
Onderstaande albums stonden in 1978 op nummer 1 in de Nationale Hitparade LP Top 30 en vanaf 10 juni 1978 in de Nationale Hitparade LP Top 50, de voorlopers van de huidige Nederlandse Album Top 100. Wekelijks verzamelde bureau Intomart gegevens voor het samenstellen van de lijst onder auspiciën van Buma/Stemra.
| Nummer | Datum        | Artiest                                               | Titel                               | Opmerking     |
| ------ | ------------ | ----------------------------------------------------- | ----------------------------------- | ------------- |
| 106    | 7 januari    | Vader Abraham                                         | In Smurfenland                      |               |
|        | 14 januari   | Vader Abraham                                         | In Smurfenland                      |               |
| 107    | 21 januari   | ABBA                                                  | The album                           |               |
|        | 28 januari   | ABBA                                                  | The album                           |               |
|        | 4 februari   | ABBA                                                  | The album                           |               |
|        | 11 februari  | ABBA                                                  | The album                           |               |
|        | 18 februari  | ABBA                                                  | The album                           |               |
| 108    | 25 februari  | Tol Hansse                                            | Moet niet zeuren!                   |               |
|        | 4 maart      | Tol Hansse                                            | Moet niet zeuren!                   |               |
|        | 11 maart     | Tol Hansse                                            | Moet niet zeuren!                   |               |
|        | 18 maart     | Tol Hansse                                            | Moet niet zeuren!                   |               |
|        | 25 maart     | Tol Hansse                                            | Moet niet zeuren!                   |               |
|        | 1 april      | Tol Hansse                                            | Moet niet zeuren!                   |               |
| 109    | 8 april      | Kate Bush                                             | The kick inside                     |               |
|        | 15 april     | Kate Bush                                             | The kick inside                     |               |
| 110    | 22 april     | Wings                                                 | London town                         |               |
|        | 29 april     | Wings                                                 | London town                         |               |
| 111    | 6 mei        | Bee Gees & diverse artiesten                          | Saturday night fever                | Soundtrack    |
|        | 13 mei       | Bee Gees & diverse artiesten                          | Saturday night fever                | Soundtrack    |
|        | 20 mei       | Bee Gees & diverse artiesten                          | Saturday night fever                | Soundtrack    |
|        | 27 mei       | Bee Gees & diverse artiesten                          | Saturday night fever                | Soundtrack    |
|        | 3 juni       | Bee Gees & diverse artiesten                          | Saturday night fever                | Soundtrack    |
|        | 10 juni      | Bee Gees & diverse artiesten                          | Saturday night fever                | Soundtrack    |
|        | 17 juni      | Bee Gees & diverse artiesten                          | Saturday night fever                | Soundtrack    |
|        | 24 juni      | Bee Gees & diverse artiesten                          | Saturday night fever                | Soundtrack    |
| 112    | 1 juli       | BZN                                                   | You're welcome                      |               |
| 113    | 8 juli       | Boney M.                                              | Nightflight to Venus                |               |
|        | 15 juli      | Boney M.                                              | Nightflight to Venus                |               |
|        | 22 juli      | Boney M.                                              | Nightflight to Venus                |               |
|        | 29 juli      | Boney M.                                              | Nightflight to Venus                |               |
|        | 5 augustus   | Boney M.                                              | Nightflight to Venus                |               |
| 114    | 12 augustus  | Diverse artiesten                                     | Beach party                         | Verzamelalbum |
| 115    | 19 augustus  | Diverse artiesten                                     | 20 Super schlagers - 20 Super stars | Verzamelalbum |
|        | 26 augustus  | Diverse artiesten                                     | 20 Super schlagers - 20 Super stars | Verzamelalbum |
|        | 2 september  | Diverse artiesten                                     | 20 Super schlagers - 20 Super stars | Verzamelalbum |
| 116    | 9 september  | John Travolta, Olivia Newton-John & diverse artiesten | Grease                              | Soundtrack    |
|        | 16 september | John Travolta, Olivia Newton-John & diverse artiesten | Grease                              | Soundtrack    |
|        | 23 september | John Travolta, Olivia Newton-John & diverse artiesten | Grease                              | Soundtrack    |
|        | 30 september | John Travolta, Olivia Newton-John & diverse artiesten | Grease                              | Soundtrack    |
|        | 7 oktober    | John Travolta, Olivia Newton-John & diverse artiesten | Grease                              | Soundtrack    |
|        | 14 oktober   | John Travolta, Olivia Newton-John & diverse artiesten | Grease                              | Soundtrack    |
|        | 21 oktober   | John Travolta, Olivia Newton-John & diverse artiesten | Grease                              | Soundtrack    |
|        | 28 oktober   | John Travolta, Olivia Newton-John & diverse artiesten | Grease                              | Soundtrack    |
|        | 4 november   | John Travolta, Olivia Newton-John & diverse artiesten | Grease                              | Soundtrack    |
|        | 11 november  | John Travolta, Olivia Newton-John & diverse artiesten | Grease                              | Soundtrack    |
|        | 18 november  | John Travolta, Olivia Newton-John & diverse artiesten | Grease                              | Soundtrack    |
|        | 25 november  | John Travolta, Olivia Newton-John & diverse artiesten | Grease                              | Soundtrack    |
| 117    | 2 december   | Meat Loaf                                             | Bat out of hell                     |               |
|        | 9 december   | Meat Loaf                                             | Bat out of hell                     |               |
|        | 16 december  | Meat Loaf                                             | Bat out of hell                     |               |
|        | 23 december  | Meat Loaf                                             | Bat out of hell                     |               |
|        | 30 december  | Meat Loaf                                             | Bat out of hell                     |               |